# ديفيد ليزلي
ديفيد ليزلي (بالإنجليزية: David Leslie)‏ هو سائق سباق ومحاضر بريطاني، ولد في 9 نوفمبر 1953 في Annan, Dumfries and Galloway ‏ في المملكة المتحدة، وتوفي في 30 مارس 2008 في منطقة بروملي في المملكة المتحدة.

## روابط خارجية
- ديفيد ليزلي على موقع DriverDB.com (الإنجليزية)